# Pseudopachystylum debilis
Pseudopachystylum debilis là một loài ruồi trong họ Tachinidae.